# Mihai Zafiu
Mihai Zafiu (* 9. Juni 1949 in Albești) ist ein ehemaliger rumänischer Kanute.

## Erfolge
Mihai Zafiu nahm dreimal an Olympischen Spielen teil und gehörte dabei stets zum rumänischen Aufgebot im Vierer-Kajak. Bei seinem Olympiadebüt 1972 in München ging er mit Aurel Vernescu, Roman Vartolomeu und Atanasie Sciotnic auf der 1000-Meter-Strecke an den Start und schaffte mit ihnen dank zweier Siege im Vor- und im Halbfinallauf den Einzug ins Finale. In diesem überquerten sie nach 3:15,07 Minuten hinter der siegreichen Mannschaft aus der Sowjetunion und vor den Norwegern als Zweite die Ziellinie und erhielten somit die Silbermedaille.
Vier Jahre darauf gewann er mit Nicușor Eșanu, Vasile Simioncenco und Nicolae Simioncenco in Montreal erneut den Vorlauf, während die Mannschaft im Halbfinale diesmal Zweiter wurde. Im Endlauf verpassten die Rumänen als Vierte knapp einen Medaillengewinn, als sie sich um 0,6 Sekunden der drittplatzierten Mannschaft der DDR geschlagen geben mussten. Bei den Olympischen Spielen 1980 in Moskau bestritt er den Wettbewerb auf der 1000-Meter-Distanz zusammen mit Vasile Dîba, Ion Geantă und Nicușor Eșanu. Sie verpassten die direkte Qualifikation für den Endlauf aufgrund eines sechsten Platzes im Vorlauf. Im Halbfinallauf erreichten sie dann aber doch noch das Finale, nachdem sie diesen in 3:09,63 min gewannen. Dort waren sie mit 3:15,35 Minuten Rennzeit zwar deutlich langsamer, dennoch reichte die Laufzeit für den zweiten Platz hinter dem Vierer-Kajak aus der DDR und vor dem bulgarischen Vierer.
Bei Weltmeisterschaften gewann Zafiu zunächst mehrere Medaillen mit der 4-mal-500-Meter-Staffel im Einer-Kajak. Sowohl 1970 in Kopenhagen als auch 1971 in Belgrad belegte er den zweiten Platz, während es 1973 in Tampere zum dritten Platz reichte. 1974 wurde er in Mexiko-Stadt mit der Staffel schließlich Weltmeister. Im Jahr darauf belegte Zafiu mit ihr in Belgrad nochmals den zweiten Platz. Bei den Weltmeisterschaften 1977 in Sofia folgte im Vierer-Kajak über 500 Meter ebenso der Gewinn der Silbermedaille wie 1978 in Belgrad über 1000 Meter. Seine erste internationale Medaille gewann Zafiu bei den Europameisterschaften 1969 in Moskau mit einer Silbermedaille im Wettkampf mit der 4-mal-500-Meter-Staffel.